# Pordzewiacz śliwowy
Pordzewiacz śliwowy (Aculus fockeui) - gatunek roztocza z rodziny Eriophyidae żerujący głównie na śliwach.

## Biologia
Zimują samice w szczelinach kory pod łuskami pąków. Samice są dautogymne – potrafią zimować w odróżnieniu od protogymnych. Jaja wiosną składane u nasady ogonków liściowych. Dalszy rozwój przebiega na spodniej stronie liści. Roztocz ma 3-5 pokoleń w roku.

## Szkodliwość
Blaszka liściowa po żerowaniu szkodnika marszczy się i zabarwia w rdzawy kolor, szczególnie spodnia strona liścia może być intensywnie ordzawiona. Starsze liście zamierają, przebarwiają się na marmurokowy wzór oraz wcześnie opadają (czasem już w czerwcu). Uszkodzone pędy pokrywają się rdzawymi plamami, które łączą się, a następnie pękają tworząc zrakowacenia. Przy silnym porażeniu pęd może zamrzeć.